# Georg (Baden)
Markgraf Georg von Baden (* 1433; † 11. Februar 1484 in Moyen) war von 1453 bis 1454 regierender Markgraf von Baden und von 1459 bis zu seinem Tode Bischof in Metz. Er war der vierte Sohn aus der Verbindung von Markgraf Jakob I. von Baden mit Katharina von Lothringen.

## Markgraf und Bischof
Nach den Vorgaben seines Großvaters sollten nicht mehr als zwei Söhne als Erben der Markgrafschaft in Frage kommen. Deshalb erhielten nur seine älteren Brüder Karl und Bernhard eine weltliche Ausbildung und er sowie alle anderen Geschwister eine streng geistliche Erziehung. Georg kehrte, nachdem er in jungen Jahren bereits im geistlichen Stand war, aus diesem kurzfristig in den weltlichen Stand zurück, um regierender Markgraf zu werden. 1454 kehrte er jedoch in den geistlichen Stand zurück, um schließlich in Metz Bischof zu werden. Sein Bruder Karl folgte ihm als regierender Markgraf.

## Badisch-Pfälzischer Krieg
Georg nahm 1461/1462 aktiv am Badisch-Pfälzischen Krieg teil, der wegen der Mainzer Stiftsfehde ausbrach. Dabei stritten sich seit 1459 Diether von Isenburg und Adolf II. von Nassau um den Stuhl des Mainzer Erzbischofs.
Adolf verbündete sich mit Georg, dem Trierer Erzbischof Johann II. von Baden, dem Bischof Johann II. von Speyer und dem Grafen Ulrich V. von Württemberg. Nachdem Markgraf Karl I. von Baden zunächst versucht hatte, zwischen den zerstrittenen Lagern zu vermitteln, trat er dann aber doch zu Adolfs Partei an der Seite seines Bruders. Es kam daraufhin zum Badisch-Pfälzischen Krieg, mit dem Versuch das Bistum Mainz mit Gewalt zu nehmen.
Auf der anderen Seite kämpfte vor allem Kurfürst Friedrich von der Pfalz, der seine Macht im Rhein-Neckar-Gebiet sichern wollte.
In der entscheidenden Schlacht bei Seckenheim wurde Georg mit seinen Verbündeten vernichtend geschlagen. Markgraf Karl I. und er wurden verwundet und gefangen genommen. Mit der kurz darauf erfolgten Gefangennahme Ulrichs V. durch Hans von Gemmingen endete der Krieg mit einem Sieg Friedrichs. Er ließ die Gefangenen auf sein Heidelberger Schloss bringen und sie dort in Ketten legen, bis sie die von ihm geforderten Lösegeldzahlungen leisteten. Bischof Georg musste für seine Freilassung 45.000 Gulden, sein Bruder Karl nur 25.000 Gulden zahlen. Er musste aber seinen Anteil an der Grafschaft Sponheim als Pfand abgegeben und Pforzheim zum pfälzischen Lehen erklären.

## Familie
Georg hatte folgende Geschwister:
- Karl (* 1427; † 24. Februar 1475 in Pforzheim) ⚭ 1447 in Pforzheim Katharina von Österreich
- Bernhard (* 1428 in Pforzheim; † 12. Juli 1458 in Moncalieri/Oberitalien), seliggesprochen.
- Johann (* 1434; † 9. Februar 1503 in Ehrenbreitstein); Erzbischof von Trier
- Markus (* 1434; † 1. September 1478); Bischof von Lüttich
- Margarete (* 1431; † 24. Oktober 1457 in Ansbach) ⚭ 1446 in Heilsbronn Albrecht III. von Brandenburg
- Mathilde († 1485), Äbtissin in Trier

und
- Rudolf, unehelicher Bruder